# Jacaena
Jacaena es un género de arañas araneomorfas de la familia Liocranidae. Se encuentra en el sudeste de Asia.

## Lista de especies
Según The World Spider Catalog 12.0:
- Jacaena distincta Thorell, 1897
- Jacaena mihun Deeleman-Reinhold, 2001